# Panzer 2000
Der Panzer 2000 war ein von der Eidgenössischen Konstruktionswerkstätte Thun geplanter Schweizer Kampfpanzer, der den Panzer 68 ablösen sollte. Er blieb aber nur ein Projekt, stattdessen wurde für die Schweizer Armee der deutsche Panzer Leopard 2 beschafft.

## Beschreibung
Der Panzer 2000 basierte auf dem Panzer 68, jedoch wurde im Zuge des Projekts eine radikale Überarbeitung vollzogen, so dass es sich faktisch um eine Neukonstruktion handelte. Nebst einem neuen Motor von Mercedes-Benz wurde das Fahrwerk von Grund auf neu konstruiert und wäre mit weitaus grösseren, dafür weniger Laufrädern als beim Pz 68 oder dem Leopard 2 ausgerüstet gewesen. Als Hauptbewaffnung war eine 120-mm-Glattrohrkanone wie beim Leopard 2 vorgesehen. Zusätzlich zur damals üblichen Panzerung waren anschraubbare Zusatzpanzerungsplatten vorgesehen, die in einigem Abstand zur Panzerhülle befestigt worden wären. Dieses System wurde bereits an einem Pz 68 getestet, es ist ein kostengünstiger Schutz gegen Hohlladungsgeschosse. Weitere Verbesserungen waren moderne thermische Visierung und Elektronik, ein neuer Turm sowie stark verbesserter ABC-Schutz. Der Turm sollte im Gegensatz zum Panzer 68 nicht rund sein, sondern wie beim Leopard 2 eine eckige Form haben. Genauere Angaben wurden nicht gemacht, da das Projekt schlussendlich abgebrochen wurde.

## Geschichte
Der Panzer 2000 sollte den Panzer 68 ablösen und auch die Mängel des Panzers 68 endgültig beseitigen. Allerdings waren gerade die wechselhafte Geschichte des Panzers 68 und seine Mängel ein Hindernis für den Erfolg des Panzers 2000. Es wurde innerhalb der Schweiz angezweifelt, dass die Schweiz fähig sei, einen gut funktionierenden Panzer herzustellen, ohne teure Korrekturen und Nachbesserungen. Parteien bedienten sich für ihre eigenen Interessen politischer und wirtschaftlicher Winkelzüge sowie dieser Bedenken. Zum anderen zeigte sich, dass mit der modernen komplexen Technik und deren Preis die Kosten pro Fahrzeug weitaus höher ausfallen würden als beim Panzer 68. Mit der geplanten Stückzahl für die Schweizer Armee – und keinerlei Sicherheit auf Exportaufträge – wurden die Kosten für die Entwicklung und Produktion des Panzers 2000 als zu hoch eingeschätzt. Stattdessen wurde der deutsche Leopard 2 beschafft, der in der Schweizer Armee unter der Bezeichnung Panzer 87 eingeführt wurde. Der Leopard 2 war dank der Produktion in grosser Stückzahl und den grösseren finanziellen Entwicklungsmitteln schneller für die Schweizer Armee verfügbar, als dies mit der Eigenproduktion Panzer 2000 möglich gewesen wäre.

## Versionen
Nebst der Grundversion als Kampfpanzer wären für die Schweizer Armee auf der Basis des Pz 2000 auch Varianten als Bergepanzer, Pionierpanzer, Fahrschulpanzer und Brückenpanzer erfolgt. Für einen Export gab es, ohne zwingenden Auftrag der Schweizer Armee, auch Ausführungen als Artilleriekanone/Panzerhaubitze, Flugabwehrpanzer und als Munitionschlepper.